# ウーゴ・デ・アナ
ウーゴ・デ・アナ（スペイン語: Hugo de Ana）は、アルゼンチンの劇場監督、演出家、舞台美術家、舞台デザイナー。ブエノスアイレス出身。

## 経歴
ブエノスアイレス・コロン劇場の芸術高等教育機関(Instituto Superior de Arte del Teatro Colón)、並びに、エルネスト・デ・ラ・カルコバ美術大学院(Escuela Superior de Bellas Artes de la Nación Ernesto de la Cárcova)で学び、1972年、視覚芸術、舞台美術、映画・劇場デザイナーの専科を修了した。
アルゼンチン・ラプラタ大学で舞台美術の教授を務め、ブエノスアイレスのコロン劇場で演劇・オペラのキャリアをスタートした。コロン劇場では技術責任者と上演責任者を務めた。

## 過去の上演
専門はオペラの演出。世界の主要なオペラ劇場で数多くの演出を手がけてきた。活動範囲はイタリア、スペイン、南米、北米、中国、日本にまで及んでいる。

## 顕彰
アルゼンチンの文化賞である「コネックス賞」を4回受賞。内訳は、舞台美術部門で2度（1982年、1992年）、演出部門で2度（1999年、2019年）。 